# 本渡市
本渡市（ほんどし）は、熊本県にあった市。
合併による廃止前には、天草地方の市町村で最多の人口を擁し、天草芦北地方の行政、商業、交通の中心地であった。2000年3月1日には天草初の空港である天草飛行場（通称:天草空港）が開港し、輸送における利便性が更に強化された。
2006年3月27日には牛深市、天草郡8町と新設合併して、天草市が誕生した。

## 地理
天草諸島の下島東側および上島の西端部を行政区域とした。

### 隣接していた市町村
- 天草郡 有明町、栖本町、新和町、五和町、苓北町、天草町、河浦町

## 歴史

### 近現代
- 1954年（昭和29年）4月1日 - 本渡町・志柿村・下浦村・櫨宇土村・本村・亀場村・佐伊津村・楠浦村が合併し発足。
- 1957年（昭和32年）3月31日 - 宮地岳村を編入。
- 1964年（昭和39年）10月25日 - 本渡大火
- 2006年（平成18年）3月27日 - 牛深市、御所浦町、倉岳町、栖本町、新和町、五和町、天草町、河浦町、有明町と合併し、天草市となる。

## 行政

### 歴代市長
特記なき場合『日本の歴代市長 : 市制施行百年の歩み』などによる。
| 代 | 氏名       | 就任                      | 退任                      | 備考         |
| -- | ---------- | ------------------------- | ------------------------- | ------------ |
| 1  | 金子亮夫   | 1954年（昭和29年）4月24日 | 1956年（昭和31年）2月29日 | 在任中に死去 |
| 2  | 値賀正次郎 | 1956年（昭和31年）4月3日  | 1960年（昭和35年）4月2日  |              |
| 3  | 横山寛人   | 1960年（昭和35年）4月3日  | 1984年（昭和59年）4月2日  |              |
| 4  | 久々山義人 | 1984年（昭和59年）4月3日  | 2000年（平成12年）4月2日  |              |
| 5  | 安田公寛   | 2000年（平成12年）4月3日  | 2006年（平成18年）3月26日 | 廃止         |

## 姉妹都市・提携都市

### 海外
- エンシニタス市（アメリカ合衆国 カリフォルニア州）

## 地域

### 教育

#### 高等学校
- 熊本県立天草高等学校（全日制・定時制）
- 熊本県立天草工業高等学校
- 熊本県立河浦高等学校
- 熊本県立苓明高等学校

#### 中学校
- 本渡中学校
- 佐伊津中学校
- 本町中学校
- 本渡東中学校
- 稜南中学校
- 亀川中学校（廃校）
- 楠浦中学校（廃校）
- 宮地岳中学校（廃校）
- 下浦中学校（廃校）

#### 小学校
- 本渡南小学校
- 本渡北小学校
- 亀場小学校
- 志柿小学校
- 下浦第一小学校
- 金焼小学校
- 枦宇土小学校
- 楠浦小学校
- 本町小学校
- 佐伊津小学校
- 宮地岳小学校
- 瀬戸小学校

#### 特別支援学校
- 熊本県立天草支援学校

## 交通

### 空港
- 天草飛行場

### 鉄道路線
市内に鉄道は走っておらず、駅はない。最寄の駅は隣の宇城市にあるJR九州三角線の終点、三角駅。

### バス路線
- 九州産交グループ
  - 本渡バスセンターが南新町にあり、天草地方のバス結節点である。熊本市方面の快速あまくさ号も通じる。

### 道路
- 一般国道
  - 国道266号
  - 国道324号
- 県道
  - 熊本県道24号本渡下田線
  - 熊本県道26号本渡牛深線
  - 熊本県道44号本渡苓北線
  - 熊本県道47号本渡五和線

## 名所・旧跡・観光スポット・祭事・催事
- 天草いるかワールド
- 十万山
- 本戸城跡
- 殉教公園
- 天草切支丹館
- 天草国際トライアスロン：6月
- 祇園橋

## 本渡市出身の有名人
- 角田邦重（学者）
- 田中芳樹（作家）
- 原田悠里（演歌歌手）
- 北勝光康仁（力士）
- 小川朋弘（ラグビーレフリー）
- 濱崎龍二（天草次郎　演歌歌手）
- 福島善成（お笑い芸人、「ガリットチュウ」メンバー）
- ミカ・ストルツマン（マリンバ奏者）
- 平尾南生子（プロゴルファー）
- 小山薫堂（放送作家）
- 鶴田一郎（グラフィックデザイナー）
- プー&ムー（お笑い芸人：おたこぷー、おさむともに）